# Шаарей-Цедек
Медицинский центр «Шаарей-Цедек» (ивр. מרכז רפואי שערי צדק‎) — больница, основанная в Иерусалиме в начале двадцатого века. Больница «Шаарей-Цедек» была открыта в Иерусалиме 27 января 1902 года. Основателем и директором больницы в течение 45 лет (до 1947 года) был д-р Моше Валах, который был центральной фигурой в истории медицины еврейского поселения на территории Израиля. В 1980 году больница была перемещена в западный район Иерусалима, называемый Баит ва-Ган («дом и сад»).

## Создание больницы
Здание больницы было построено в эклектическом стиле и считалось особенно роскошным в те времена. Больница была построена на южной стороне одной из центральных и длинных улиц Иерусалима — улицы Яффо, к северу от района Шаарей-Цедек, именем которого и названа сама больница. Здание было построено еврейскими строительными подрядчиками семейства Фридланд, которые являлись ведущими в Иерусалиме в области строительства в конце девятнадцатого и начале двадцатого веков.
После перемещения больницы в новое здание в 1980 году прежнее здание было объявлено зданием, подлежащим охране, и на сегодняшний день в нём заседают руководители управления телерадиовещания Израиля (IBA).

## Современный медицинский центр

### Новый комплекс больницы
Новый комплекс больницы «Шаарей-Цедек» был построен на территории площадью 45 000 квадратных метров в центре города Иерусалима. Строительство комплекса было завершено в 1979 году. Новый комплекс больницы включает в себя несколько зданий, соединённых между собой надземными и подземными переходами. На территории больничного комплекса имеется автостоянка, обслуживающая как работников больницы, так и пациентов и посетителей.
На территории больничного комплекса расположена Школа медсестёр, а также школа для детей, госпитализированных в детских отделениях, или нуждающихся в постоянном пребывании в больнице, действующая при поддержке министерства образования Израиля.

### Деятельность больницы
Согласно имеющимся статистическим данным за 2007 год, больница «Шаарей-Цедек» включает 30 специализированных отделений, располагающих 500 больничными местами. Ежегодно около 50 000 пациентов госпитализируются в различных отделениях больницы.
При больнице действуют 70 специализированных институтов и амбулаторных клиник, обслуживающих около 150 тысяч пациентов в год. В больнице работают, в соответствии с данными за 2007 год, более 350 врачей, 800 медсестёр, 200 сотрудников парамедицинских специальностей, 500 административных работников и обслуживающего персонала, а также сотни волонтёров.
В приёмное отделение экстренной медицинской помощи обращаются ежегодно около 60 000 пациентов. Это приёмное отделение приобрело известность, оказывая неотложную помощь многочисленным жертвам террористических атак, поразивших Иерусалим. В те времена нередко можно было увидеть, как на одном этаже больницы еврейские медработники оказывают помощь арабским террористам, пострадавшим в ходе организованного ими же теракта или вследствие столкновения с силами израильской армии, а на другом этаже арабские медработники оказывают помощь еврейским пациентам.
Медицинский центр «Шаарей-Цедек» предоставляет клиническую базу для медицинских факультетов Иерусалимского университета и университета им. Бен-Гуриона.

### Сотрудники
Начиная с 1991 г. и на протяжении около 10 лет в отделении кардиоторакальной хирургии работал известный российский кардиохирург и специалист по анатомии сердца профессор Г. Э. Фальковский.

### Финансово-экономический характер больницы
Больница «Шаарей-Цедек» является некоммерческим учреждением и не получает финансовую помощь из государственного бюджета. Основной финансовой базой больницы являются пожертвования. Сбором пожертвований занимается отделение связей с общественностью, возглавляемое Ури Шварцем.